# Benjamin Kallay
Benjamin Kallay (mađ. Kállay Béni ili Benjamin von Kállay), (Pešta, 22. prosinca 1839. – Beč, 13. srpnja 1903.), mađarski i austrougarski povjesničar i političar.
Bio je zajednički ministar financija Austrougarske Monarhije i kao takav upravitelj nad Bosnom i Hercegovinom. Politika u BiH zasnivala mu se na izoliranju BiH od srpskog i hrvatskog utjecaja i osvještavanju Bošnjaka o njihovoj naciji. Kako bi postigao taj cilj, oslanjao se na vojsku i represiju, zabranjujući časopise i knjige. Odbio je provesti agrarnu reformu, ne želeći uznemiravati muslimanske zemljoposjednike.
Kao povjesničar, Kallay se uvelike bavio poviješću Srba, a njegovo najpoznatije djelo je Geschichte der Serben (Povijest Srba; 1877.). 

## Životopis
Njegova obitelj je dobila prezime prema posjedu kod gradića Nagykálló-a u Szabolcsu. U mađarskoj povijesti su imali važnu ulogu još od vremena kralja Kolomana u 11. stoljeću. Michael Kallay je od kralja Matije Korvina dobio velike posjede kod Mezőtúra, zahvaljujući svojoj ulozi u obrani bosanskog grada Jajca od Turaka u 15. stoljeću.
Njegov je otac István Kallay bio viši državni službenik u Mađarskoj vladi, a njegova se majka Amalia Blaskovich nakon muževljeve smrti 1845. godine potpuno posvetila odgoju i obrazovanju sina (umrla je 1903., kad i sin). Benjamin Kallay je još od rane mladosti pokazao veliki interes za politiku, osobito za tzv. Istočno pitanje. Putovao je u Rusiju, Tursku, Malu Aziju te je temeljito naučio grčki jezik, turski jezik i nekoliko slavenskih jezika. Među ostalim slavenskim jezicima hrvatski i srpski je govorio jednako dobro kao i maternji mađarski.
Kao konzervativni zastupnika grada Mühlbacha (danas Sebeş u Rumunjskoj) ušao je 1867. u Mađarsku skupštinu. Svoju političku karijeru započeo je kao zastupnik srpske manjine u Mađarskoj. Dvije godine poslije imenovan je generalnim konzulom u Beogradu. Godine 1872. je prvi put otputovao u Bosnu. Njegovi pogledi na balkansko pitanje snažno su utjecali na predsjednika Mađarske vlade i kasnijeg zajedničkog ministra vanjskih poslova Austro-Ugarske monarhije, grofa Gyula Andrassya.
Nakon Rusko-turskog rata 1877. – 1878. putuje u Plovdiv (danas Bugarska), kao posebi izaslanik Austro-Ugarske sudjeluje u Istočno Rumelijskoj komisiji.

## Ministar financija Austrougarske i upravitelj BiH
Veliki ustanak protiv austrougarske okupacije izbio je u BiH 1882. Doveo je pod pitanje uspješnost cijele okupacije, unatoč visokim troškovima za vojsku. Neki su parlamentarci čak pozivali na neobuzdavanje ustanka. Međutim, ustanak je ipak bio ugušen, a brojno muslimansko i srpsko stanovništvo iselilo se iz BiH u susjedne zemlje.:str. 211.
Kallay je 5. lipnja 1882. imenovan ministrom financija Austrougarske. Imao je zadatak da vrati mir i učvrsti austrougarsku vlast u BiH. Od njega se očekivalo da napravi plan za dugoročnu austrougarsku vlast u BiH i postepenu integraciju te zemlje u Austrougarsku Monarhiju. Kao najveći predstavnik austrougarske vlasti u BiH, Kallay je zastupao interese Dvojne Monarhije, međutim, kao povjesničar, davao je filozofiju svojoj vlasti.:str. 211.
U vrijeme kada su se službenici njegovih godina i sličnog porijekla pomirili s rastućim liberalizmom, Kallay je ostao privržen neoapsolutizmu. Vjerovao je u civilizacijsku misiju Austrougarske Monarhije u BiH i radio na tome da BiH oblikuje u skladu sa svojom vizijom prosvijetljene europske države i društva. Promicao je ekonomski razvoj, usvajanje zapadnih vrijednosti, modernizaciju kulture, te upravnu i pravnu reformu.:str. 151–152. Kako je držao da je BiH prožeta više istočnjačkim duhom nego zapadnjačkim idejama, smatrao je da nove institucije i inovacije treba pažljivo uvoditi imajući u obziru okolnosti.:str. 212.
Unatoč njegovom afinitetu prema Srbima, Kallay se slagao s većinom austrougarskih službenika da Srbija i Crna Gora predstavljaju prijetnju Austrougarskoj Monarhiji. Strahovao je da bi ove dvije države mogle preko srpskog stanovništva u BiH izazvati pobunu.:str. 152. Austrougarske vlasti već su ranije počele raditi na ponovnom osvještavanju Bošnjaka o njihovoj naciji te standardiziranju bosanskog jezika. Kallay je želio učvrstiti ovakvu politiku obilježavajući Bosnu i Hercegovinu kao zasebnu povijesnu specifičnost.:str. 212.

### Vojna politika
Kallay se uvelike oslonio na jačanje vojne moći u BiH, radije nego na integraciju i interakciju naroda BiH. Oslonio se na snažan vojni kontingent kako bi osigurao mir u Bosni i Hercegovini. Bosna i Hercegovina je bila okružena nacionalno homogenim zemljama, Srbijom, Crnom Gorom i Hrvatskom, koje su imale namjeru inkorporirati zemlje u kojima su živjeli njihovi sunarodnjaci. Kallay je bio svjestan toga, pa je naredio izgradnju vojnog koridora koji se sastojao od mreže tornjeva koji su dovršeni do kraja 1882. Svaki toranj imao je od 40 do 50 vojnika. Te mjere poduzete su kako bi se otklonila mogućnost novog ustanka.:str. 212.
Kallay je poduzeo posebne predostrožnosti uspostavljajući striktnu stražu na srpskoj i crnogorskoj granici. Tu je operiralo 35 tornjeva. Kallay je 1885. izvijestio da vojni koridor funkcionira dobro i da sve ide po planu. Uz velike financijske troškove, vojni koridor rezultirao je zastojem u kontaktu između stanovništva susjednih zemalja.:str. 213.
Iako je ranije rečeno da je cilj koridora očuvanje mira, stvari cilj bio je stvaranje konačnog rascjepa između hercegovačkog i crnogorskog pučanstva. U bilješci Ministarstvu rata, Kallay je napisao da se hercegovačko stanovništvo treba čuvati od političkih agitacija iz Crne Gore. "Vojni koridor trebao bi prekinuti stalni kontakt između stanovništva i izazvati slabljenje zajedničkih osjećaja bliskosti između srodnih plemena po krvi i vjeri. Postojeće veze sa susjednim stanovništvom Crne Gore treba prekinuti, a stanovništvo Hercegovine usmjereno na razvoj potpune i svjesne odanosti državi." Austrougarske vlasti bile su nepopustljive na graničnoj kontroli. Ove manipulacije austrougarskih vlasti hercegovačko i crnogorsko stanovništvo nazvali je "Kineskim zidom".:str. 213.
Druge mjere uključivale su striktnu kontrolu putovnica iz Crne Gore, Srbije, Osmanskog Carstva i Bugarske. U rujnu 1883., Ministarstvo financija odobrilo je novu regulaciju putovnica. Vlada je priznala da su neke mjere drakonske. Bez obzira, nove regulacije su odobrene, unatoč zabrinutosti za mir i red. Kallay je upozoren da neke "vrlo stroge" regulacije mogu dovesti do neželjenih utisaka vani.:str. 213.

### Društvena politika
Kallay je smatrao da agrarne reforme treba odgoditi, smatrajući položaj muslimanskih zemljoposjednika kao društveno odgovornog staleža za budući razvoj bosanskohercegovačkog društva. Štoviše, od države sponzorirana industrijalizacija financirana je dodatnim oporezivanjem ruralnog stanovništva uz strani kapital. Sve te mjere prouzročile su stagnaciju uglavnom agrarnog gospodarstva u BiH, koje je već bilo pogođeno niskom produktivnošću. Posljedice nejednakog gospodarskog rasta i neriješeno zemljišno pitanje ostali su u središtu socioekonomskih probleme BiH.:str. 213.
Austrougarske vlasti bile su svjesne da se protivniče ideje lakše šire knjigama i periodičnjacima, koji je bilo teže kontrolirati nego usmenu agitaciju. Stoga je uvedena striktna cenzura, a posjedovanje ili dijeljenje zabranjenih listova ili knjiga kažnjavalo se s 50 do 300 guldena ili zatvorskom kaznom do tri godine.:str. 214.
Do kraja 1884. austrougarske vlasti su zabranile nekoliko dnevnih listova iz Beograda. Ti listovi već su bili zabranjeni u Mađarskoj zbog "promicanja pogubnih nacionalnih tendencija". Smatralo se da bi "naivno i lakomisleno" stanovništvo BiH takve tendencije učinilo još utjecajnijima. Zabranjeni su listovi: Dio, Istok, Jedinstvo, Mlada Srbadija, Narodna misao, Nova Srbija, Radnik, Ujedinjenje, Zvono i Odjek. U prosincu 1887., zabranjeni su i ovi listovi: Šabački glasnik, Glas naroda i Radikal. Radikal je nastavio politiku ranije zabranjenog časopisa Samouprava, koji je zabranjen još 1881.:str. 214.>
Udžbenici i povijesne knjige objavljivane u Beogradu također su bili zabranjeni, jer su proturječili službeni usvojenim gledištima predstavljajući povijesne događaje u drugačijem svijetlu. U veljači 1894., sljedeći udžbenici bili su zabranjeni: Srpska istorija Mihaila Jovića i Istorija srpskog naroda Ljubomira Kovačevića i Ljubomira Jovanovića. Vlasti su procijenile da ove knjige predstavljaju "tradiciju Srpskog Carstva Nemanjića na tendenciozan način". Iz sličnih razloga zabranjene su i knjige Pantelije Srećkovića Srpska istorija sa slikama i Istorija srpskog naroda. Knjiga M. S. Ubavkića Istorija Srba zabranjena je jer ima "agresivan i tendenciozan sadržaj".:str. 214. Štoviše, Kallay je zabranio i vlastitu knjigu Geschichte der Serben (Povijest Srba).

## Djela
- Geschichte der Serben, Pešta, 1878. (Povijest Srba)
- Die Orientpolitik Russlands, Pešta, 1878. (Istočna politika Rusije)